# Главный советник Бутана
Главный советник Бутана является главой временного правительства Бутана после роспуска ассамблеи в рамках подготовки к выборам в Национальную ассамблею.

## Главные советники
| Номер | Портрет | Имя (Даты жизни)                                   | Срок полномочий     | Срок полномочий   | Партийность |
| Номер | Портрет | Имя (Даты жизни)                                   | Вступил в должность | Покинул должность | Партийность |
| ----- | ------- | -------------------------------------------------- | ------------------- | ----------------- | ----------- |
| 1     |         | Лионпо Сонам Тобгай (англ. Sonam Tobgye) (р. 1949) | 28 апреля 2013      | 27 июля 2013      | Независимый |
| 2     |         | Лионпо Церинг Вангчук (р. 19...)                   | 9 августа 2018      | 7 ноября 2018     | Независимый |
| 3     |         | Лионпо Чогьял Даго Ригдзин (р. 19...)              | 1 ноября 2023       | 28 января 2024    | Независимый |